# Witteveenkader
Het Witteveenkader is in Nederland een begrip bij de heffing van belasting. Het bepaalt hoeveel er jaarlijks voor de opbouw van een pensioen maximaal mag worden afgetrokken bij de aangifte voor de inkomstenbelasting. Op die manier bouwt men een pensioen op zonder dat men daar bij de inleg van de premie al belasting over heeft betaald. De ingelegde pensioenpremie, het pensioenvermogen, is bovendien gedurende de hele periode van inleg vrijgesteld van belastingheffing in Box 3 en kan zo belastingvrij aangroeien. Het betalen van inkomstenbelasting wordt naar later doorgeschoven. Dat is gunstig voor betrokkene, want bij de uitbetaling van het pensioen komt de belastingplichtige voor het merendeel in aanmerking voor een lager belastingtarief. Het gaat dus om de politieke begrenzing van de fiscale facilitering van de pensioenopbouw.
Het later belasten van het pensioen en het eerder aftrekbaar maken van de pensioenpremies wordt de zogenaamde omkeerregel(ing) genoemd. Door de omkeerregel is de fiscale claim op de pensioenen anno 2019 al groter dan de staatsschuld.

## Invoering en naamgeving
Het kader is ingevoerd met de Wet van 29 april 1999 houdende aanpassing van de Wet op de loonbelasting 1964, de Wet op de inkomstenbelasting 1964, de Coördinatiewet Sociale Verzekering en in samenhang daarmee enige andere wetten naar aanleiding van de voorstellen van de werkgroep Fiscale behandeling pensioenen (Wet fiscale behandeling van pensioenen). Op 1 september 1995 is het rapport "Fiscale behandeling pensioenen" door de staatssecretaris van Financiën en van Sociale Zaken en Werkgelegenheid aan de Tweede Kamer aangeboden. Bij beschikking van 13 oktober 1994 was de werkgroep ingesteld, waarbij Dirk Witteveen tot voorzitter werd benoemd. Het Witteveenkader is genoemd naar deze voorzitter. De werkgroep heeft in 1995 39 aanbevelingen opgesteld op basis waarvan het wetsvoorstel is geformuleerd. Het gaat voornamelijk om een aanvulling van de Wet op de loonbelasting 1964 waarbij de aftrekbaarheid van pensioenpremie wordt begrensd. Op 1 juni 1999 werd het Witteveenkader in de belastingwetten geïmplementeerd.

## Fiscale begrenzing
Door het Witteveenkader loopt de staat jaarlijks circa 19 miljard euro belastingopbrengst "mis" in Box 1. Bovendien over dit collectief opgebouwde pensioenvermogen van 1220 miljard euro (eind 2014) ook jaarlijks 14 miljard euro belastingopbrengst in Box 3. Door in tegenstelling met Luxemburg de pensioenpremies aftrekbaar te stellen in box 1 en de pensioenvermogens niet te belasten in box 3, is jaarlijks 31 miljard euro minder belasting verschuldigd. In totaal loopt de Nederlandse staat jaarlijks binnen dit kader dus elk jaar dit bedrag aan belastingen "mis" in vergelijking met andere Europese landen. De belastingopbrengsten in Box 3 zijn voor eeuwig verspeeld. De belastingopbrengsten in Box 1 komen gemiddeld circa 25 jaar later slechts gedeeltelijk terug met een lager belastingtarief en een lagere koopkracht.
Door deze gunstige fiscale omstandigheden zijn de Nederlandse collectieve pensioenbesparingen de hoogste ter wereld geworden. Eind 2011 bedroegen die 138% van het bruto binnenlands product. Duitsland beschikte over 5,5%, wat daar een veel te grote nadruk legt op de eerste pensioenpijler, maar dat systeem is wel weer gunstig voor de actuele belastingopbrengsten.
Het totale collectieve pensioenvermogen nam in 2012 toe met 134 miljard tot 1007 miljard euro. De toename van de staatsschuld was slechts 23 miljard euro. In die 134 miljard zit een latente belastingclaim en claim premie zorgverzekeringswet van circa 40 miljard. Het decennialange exportoverschot en de pensioenfondsen maken Nederland puissant rijk.
Op 10 juni 2013 was er een rondetafelgesprek in de Tweede Kamer. Tijdens dit gesprek beloofde professor Swank van DNB een document met de voor en tegens van het naar voren halen van de uitgestelde belastinginkomsten op pensioenaanspraken.
In de Eerste Kamer zei staatssecretaris Eric Wiebes het in mei 2014 zo:
"Wij blijven ook wereldkampioen in het naar achteren schuiven van belastinginkomsten. Met de latente belastinginkomsten op de huidige pensioenpot hebben we het zomaar over 400 miljard latente belastinginkomsten die we naar de toekomst hebben geschoven. Dat is drie keer onze aardgasbel die er nog over is."
In januari 2015 pleitte DNB om het premiepercentage voor de hogere inkomens te beperken. AFM pleitte in dezelfde maand om fiscaal begunstigd pensioen betalen te verplichten voor zzp'ers. In februari 2015 nam DNB stelling tegen het verplicht fiscaal gefaciliteerd sparen voor het pensioen en de fiscale prikkel op eigenwoningschuld. De balansen van de huishoudens zouden onnodig lang zijn geworden.

## Parameters
In het Witteveenkader zijn er de volgende parameters:
- de pensioenrichtleeftijd; deze is sinds 2018 68 jaar (Wet op de loonbelasting 1964, art. 18a, 6e lid)
- de minimum-franchise
- het jaarlijkse maximale opbouwpercentage sinds 2015 is:1,657% voor eindloonregelingen en 2,15% voor middelloonregelingen

De opbouw van de aanvullende oudedagsvoorziening wordt actief fiscaal begeleid. Het gaat daarbij om een geïntegreerde fiscale behandeling van de oudedagsvoorzieningen, waarbij de opbouw van deze voorzieningen in onderlinge samenhang aan één fiscaal maximum is verbonden.

## Geschiedenis
In de Wet op de loonbelasting 1964 was weliswaar gedefinieerd wat onder pensioen moest worden verstaan, maar tijden veranderden en de arbeidsmobiliteit nam toe. Er werd steeds vaker van werkgever gewisseld en dat had consequenties voor het pensioen. Door de toenemende individualisering ontstond een groeiende behoefte aan flexibele arbeidsvoorwaarden, waardoor ook de pensioenregelingen moesten worden aangepast. Daarbij ontstond het gevaar van onduidelijkheid als gevolg van een verschillende interpretatie van maatschappelijke ontwikkelingen en opvattingen. De commissie heeft de grote mate van flexibiliteit in de pensioenregelingen beschreven, waarbij een deel van de arbeidsbeloning in - fiscaal toegestane - variaties kon worden gebruikt voor de opbouw van een oudedags- en nabestaandenpensioen.
Op 10 juni 2011 heeft minister Kamp met de sociale partners een overeenkomst gesloten, waarmee de voorbereiding is gedaan voor nieuwe wetgeving waarin de risico's van de uitbetaling van de pensioenen - in strijd met het Witteveenkader - voornamelijk bij de werknemers zullen kunnen worden ondergebracht.
Aanhangig is geweest in de Wetsvoorstel verhoging pensioenleeftijd, extra verhoging AOW en flexibilisering ingangsdatum AOW een verlaging per 1 januari 2013 van de maximale opbouwpercentages van 2% naar 1,75% voor eindloonregelingen en van 2,25% naar 2% voor middelloonregelingen (deze percentages staan in artikel 18a van de Wet op de loonbelasting 1964).

## Wet verhoging AOW- en pensioenrichtleeftijd
Naar aanleiding van het Begrotingsakkoord 2013 is er de Wet van 12 juli 2012 tot wijziging van de Algemene Ouderdomswet, de Wet werk en bijstand, de Wet inkomstenbelasting 2001 en de Wet op de loonbelasting 1964 in verband met stapsgewijze verhoging en koppeling aan de stijging van de levensverwachting van de pensioenleeftijd (Wet verhoging AOW- en pensioenrichtleeftijd).
Naast een stapsgewijze verhoging van de AOW-leeftijd behelst deze wet wijzigingen in het Witteveenkader. De pensioenrichtleeftijd, daarvoor 65 jaar, is per 1 januari 2014 verhoogd naar 67 jaar. Voor de toekomst is deze pensioenrichtleeftijd op vergelijkbare wijze als de AOW-leeftijd gekoppeld aan de ontwikkeling van de levensverwachting. Een verhoging van de pensioenrichtleeftijd vindt, anders dan bij de AOW-leeftijd, steeds plaats in stappen van een jaar, steeds 10 jaar voorafgaande aan het tijdstip waarvoor is geraamd dat de macro gemiddelde resterende levensverwachting op 65-jarige leeftijd weer met een jaar is gestegen.
Daarnaast zijn en worden de maximumopbouwpercentages voor middelloonregelingen en eindloonregelingen aangepast. Per 1 januari 2014 zijn de maximale opbouwpercentages voor ouderdomspensioen verlaagd van 2% naar 1,9% voor eindloonregelingen en van 2,25% naar 2,15% voor middelloonregelingen. Het gaat daarbij om het opgebouwde pensioen plus een evenredig deel van de AOW-uitkering voor een gehuwde. Het toegestane opbouwpercentage bij het middelloonsysteem is hoger dan bij het eindloonsysteem omdat het gemiddeld tijdens de carrière genoten loon in het algemeen lager is dan het laatst genoten loon. Het gaat hier om de percentages op basis van aanvang van het pensioen op de pensioenrichtleeftijd.
Wijzigingen van de pensioenrichtleeftijd en het opbouwpercentage tijdens de opbouw van een pensioen gelden steeds voor de opbouw vanaf het moment van de wijziging. Het totaal van de opbouw op enig moment kan vereenvoudigd worden weergegeven door steeds de opbouw met betrekking tot een eerder gehanteerde pensioenrichtleeftijd actuarieel te herrekenen naar de nieuwe pensioenrichtleeftijd (de anderszins geldende regel dat indien en zodra het ouderdomspensioen 100% van het pensioengevend loon komt te bedragen het pensioen niet langer uitgesteld mag worden is hierbij niet van toepassing). Een pensioenuitvoerder kan besluiten tot collectieve actuarieel neutrale herrekening naar een hogere pensioenleeftijd, mits de betrokkene de pensioeningangsdatum individueel weer naar de oorspronkelijke pensioenleeftijd terug kan zetten.
Uiteindelijk wordt het pensioen dan herrekend naar de daadwerkelijke ingangsdatum van het pensioen (die eerder of later kan zijn). In geval van deeltijdpensioen wordt het resterende en nieuw opgebouwde pensioen herrekend naar de datum van het volledig met pensioen gaan, voor de berekening van de aanvulling vanaf dat moment.
Als bijvoorbeeld het pensioen aanvangt op 66-jarige leeftijd dan is effectief het daarop betrekking hebbende maximale opbouwpercentage voor middelloonregelingen in 2014 lager dan 2,15%.
Speciale aandacht verdient nog de fiscale behandeling van het beschikbarepremiesysteem. Probleem bij dit systeem is namelijk dat het uiteindelijke pensioen dat kan worden aangekocht onbekend is. Meestal worden de ingelegde premies belegd in gedeeltelijk op aandelen gebaseerde fondsen, waardoor de opbrengsten onvoorspelbaar zijn. Gevolg kan zijn dat er een pensioen kan worden aangekocht dat boven het maatschappelijk verwachte maximum pensioen van 70% van het laatst verdiende salaris uitkomt. Ook het omgekeerde kan gebeuren waarbij het pensioen bijna geheel verdampt.
Om de kans op deze bovenmatigheid zo veel mogelijk in te perken heeft de staatssecretaris van Financiën het besluit beschikbarepremiestaffels genomen.
De Wet op de loonbelasting 1964 bepaalt dat iemands aanvullend pensioen niet later ingaat dan 5 jaar na zijn AOW-leeftijd.
De Eerste Kamer heeft door middel van een motie de regering verzocht te bevorderen dat de beëindiging van rechtswege van een arbeidsovereenkomst niet plaatsvindt bij de AOW-leeftijd maar bij de pensioenrichtleeftijd (sinds 1 januari 2014 67 jaar), om de opbouw van een volledig pensioen mogelijk te maken.

## Beperking van de Nederlandse onbelaste pensioenopbouw binnen het Witteveenkader
De jaarlijkse premieaftrek van inmiddels 40 miljard in Box 1 remt de economie. Terugbrengen tot 21 miljard euro van de fiscaal aftrekbare premies, zoals voorgesteld door het kabinet-Rutte II, brengt 9 miljard euro terug naar de huidige economie en de belastingdienst. Op 14 mei 2013 bracht DNB naar buiten voorstander te zijn van de voorgestelde verdere beperking van het Witteveenkader in 2015.
De Wet van 2 juni 2014 tot wijziging van de Wet inkomstenbelasting 2001, de Wet op de loonbelasting 1964, de Pensioenwet, de Wet verplichte beroepspensioenregeling en de Invoerings- en aanpassingswet Pensioenwet in verband met de aanpassing van het fiscale kader voor oudedagsvoorzieningen (Wet verlaging maximumopbouw- en premiepercentages pensioen en maximering pensioengevend inkomen) heeft met ingang van 1 januari 2015 onder meer de Wet inkomstenbelasting 2001 gewijzigd.
Op 10 juni 2013 was er een rondetafelgesprek in de Tweede Kamer. Tijdens dit gesprek beloofde professor Swank van DNB een document met de voor en tegens van het naar voren halen van de uitgestelde belastinginkomsten op pensioenaanspraken.
Op 10 september stelden 3 fracties nadere vragen over de kabinetsplannen, als onderdeel van de spoedbehandeling door de Eerste Kamer. VNO voorzitter Bernard Wientjes wierp zijn gehele gewicht in de strijd. De voorgestelde beperking van het Witteveenkader was volgens hem noodzakelijk om Nederland zijn triple-A status te laten houden.
Op 8 oktober 2013 behandelde de Eerste Kamer deze (en een bijbehorende, zie onder) wijzigingswet.
Op verzoek van staatssecretaris Weekers werden de pensioenplannen aangehouden. Het kabinet werkte aan wijzigingsvoorstellen, die ze eerst naar de Tweede Kamer stuurden.
Wel zijn per 1 januari 2014 de maximale opbouwpercentages voor ouderdomspensioen al verder verlaagd van 2% naar 1,9% voor eindloonregelingen en van 2,25% naar 2,15% voor middelloonregelingen. Dit is een onderdeel van een eerder aangenomen wijzigingswet.
Op 18 december 2013 bereikten de twee regeringspartijen een pensioenakkoord met drie oppositiepartijen. Kern van het akkoord is een verlaging tot 1,875% voor de jaarlijkse pensioenopbouw per 2015 bij een middelloonregeling. Tevens worden enige lastenverzwaringen voorgesteld. Ingediend werd de novelle Wijziging van de Wet verlaging maximumopbouw- en premiepercentages pensioen en maximering pensioengevend inkomen en het Belastingplan 2014 waarin de aanpassing van het Witteveenkader en de introductie van extra premiewaarborgen worden geregeld, en een regeling ter vervanging van het bijbehorende andere wetsvoorstel (zie onder). Maatregelen voor de versterking van de pensioenopbouw van zzp’ers zullen in een afzonderlijk voorstel tijdig voor inwerkingtreding per 1 januari 2015 worden ingediend. Op 27 mei 2014 ging de Eerste Kamer akkoord met deze Witteveennovelle, ook wel genaamd de novelle Witteveen.

## Nettolijfrente
In december 2013 werd een politiek akkoord bereikt waarbij het bovenstaande wetsvoorstel wordt ingetrokken en er een nieuwe regeling van vrijwillig netto bijsparen met vrijstelling in box 3 kwam voor inkomens boven de € 100.000 per jaar; de nettolijfrente. Dit is geregeld in de wijziging van het andere wetsvoorstel (Witteveennovelle) en werd op 27 mei 2014 door de Eerste Kamer aangenomen. De regeling is vrijgesteld van Box 3-heffing.
De aftopping van het Witteveenkader op 100.000 euro; Het pensioengevend inkomen, geeft per 1 januari 2015 direct een verlaging van het daaraan gekoppelde nabestaandenpensioen.

## Wetswijzigingen ingaande 2015
In juni 2014 stuurde staatssecretaris Jetta Klijnsma de Wet aanpassing financieel toetsingskader naar de Tweede Kamer. Het bevatte slechts één contractmodel, zodat het invaren van pensioenrechten niet langer aan de orde komt. Voorgesteld werd indexatie pas toe te staan vanaf een dekkingsgraad van 110%, waarbij elk procent boven de 110 maximaal mag leiden tot een indexatie van 0,1%. Er wordt een beleidsdekkingsgraad ingevoerd, zijnde het voortschrijdende gemiddelde van de dekkingsgraad over de afgelopen 12 maanden.(de beleidsdekkingsgraad) De nieuwe UFR-methodiek zoals voorgesteld door de Commissie UFR zou per 1 januari 2015 worden ingevoerd. Ook de aanbevelingen van de Commissie Parameters gaan in per 1 januari 2015. Verder gaat de vereiste buffer omhoog. Een fonds met indexatieambitie dient een dekkingsgraad van 128% te hebben. Op 22 augustus bracht de pensioenfederatie een zeer kritisch position paper uit. Vooral de moeizame indexatie en de afwijkende UFR ten opzichte van verzekeraars lagen onder vuur. De Tweede Kamer besprak de voorstellen in de week van 13 oktober 2014 en keurde ze goed. Op 17 december 2014 stemde de Eerste Kamer in met het wetsvoorstel.
Regelingen die uitgaan van een beschikbarepremieregeling (ook wel bekend als DC-regeling, van defined contribution), konden via overgang op een 3%-staffel, toch de aftrekbare pensioenpremie en daarmee de opbouw van een hoger pensioen faciliteren.
DNB besloot per 1 januari 2015 de nieuwe UFR-methodiek nog niet in te vullen, hangende de uitkomsten in het kader van Solvency-II voor de verzekeraars. Wel wordt de 3-maands-rentestructuur vervangen door het voortschrijdende 12-maands-dekkingsgemiddelde, de zogenaamde beleidsdekkingsgraad. Ook blijft gelden de tweede vermogenstest, de test op het Vereist Eigen Vermogen ex artikel 132 van de Pensioenwet. Dit VEV steeg voor de pensioenfondsen bij de overgang van 31 december 2014 naar 1 januari 2015 met gemiddeld circa 5%. Dit betekende hogere premies in de toekomst en hogere buffers bij de pensioenfondsen. De test op het MVEV (Minimaal Vereist Eigen Vermogen) bleef gehandhaafd, maar dit MVEV bleef bestendig tussen de 104 en 105%.
Op 14 juli 2015 maakte DNB bekend dat ze per 15 juli 2015 de verlaagde UFR uit het advies van de Commissie UFR zou implementeren. De disconteringsrente daalde derhalve voor 30 jaar naar 1,9% en voor 60 jaar naar 2,5%, ver verwijderd van de flexibele UFR-asymptoot, van 3,3%.

## Beroepspensioenfondsen
Per 1 januari 2015 is het Witteveenkader ook gaan gelden voor de elf beroepspensioenfondsen, die ongeveer 0,9% van de totale pensioenmarkt vertegenwoordigen.

## Afschaffing omkeerregel
Bij de verkiezingen van november 2023 was Volt Nederland de eerste en voorlopig enige partij die de omkeerregel voor nieuwe pensioenopbouw wilde afschaffen. Dat leidt tot hogere belastinginkomsten over loon, maar geleidelijke afbouw van belastinginkomsten over pensioenuitkeringen.